# Hylarana amnicola
Hylarana amnicola es una especie de anfibio anuro de la familia Ranidae. Se encuentra en Camerún, Guinea Ecuatorial, Gabón y, posiblemente en la República del Congo.